# 安倍猨嶋墨縄
安倍猨嶋 墨縄（あべのさしま の すみなわ/すみただ、生没年不詳）は、奈良時代の貴族。姓は臣。官位は外従五位下・鎮守府副将軍。勲等は勲五等。

## 経歴
下総国猿島郡出身。安倍猿島朝臣は、宝亀4年（773年）2月8日に現地の豪族である日下部浄人が賜姓されたことに始まる。下総の日下部氏が賜姓されたのは、猿島郡が水陸交通の交点であり、その交通の要点となっていた日下部氏が征夷事業に協力的であったからであると考えられる。
桓武朝初頭の天応元年（781年）征夷事業の功績により、外従五位下に叙せられるとともに勲五等の叙勲を受ける。陸奥按察使・大伴家持の下で、延暦元年（782年）鎮守権副将軍、延暦3年（784年）征東軍監に任ぜられ、蝦夷征討にあたる。延暦7年（788年）には蝦夷の地への赴任経験と戦場経験の豊富さを買われ、鎮守副将軍に任ぜられる。
延暦8年（789年）6月に征東大使・紀古佐美の下で、征東副使・入間広成と鎮守府副将軍・池田真枚とともに陸奥国胆沢（現在の岩手県奥州市）へ侵攻するために、北上川の渡河を伴う大規模な軍事作戦を実行したが、蝦夷のアテルイらの軍勢の挟み撃ちに逢って大敗する（巣伏の戦い）。墨縄は自らは陣営の中に留まって部下の補佐官のみを出撃させ大敗を招いたとして、朝廷から広成とともに批判され、9月には大納言・藤原継縄らからの取り調べを受ける。その結果、愚かで頑固かつ臆病で拙劣であり、兵士を進退させる際に平静を失って軍機を逸したことから斬刑に該当するところ、長く辺境の守備を務めた功労により減刑され、官位剥奪に処された。

## 官歴
『続日本紀』による。
- 時期不詳：正六位上
- 天応元年（781年） 9月22日：外従五位下、勲五等
- 延暦元年（782年） 6月17日：鎮守権副将軍
- 延暦3年（784年） 2月：征東軍監
- 延暦7年（788年） 2月28日：鎮守副将軍
- 延暦8年（789年） 9月19日：官位剥奪